# Emmanuel Crétet
Emmanuel Crétet, conde de Champmol (10 de febrero de 1747-28 de noviembre de 1809) fue un comerciante, financiero y político francés. Fue el primer gobernador del Banco de Francia.

## Primeros años
Emmanuel Crétet nació en el pueblo de Le Pont-de-Beauvoisin, Saboya, el 10 de febrero de 1747, el menor de seis hijos de un comerciante de madera. Estudió con los oratorianos antes de unirse a un comerciante en Burdeos. Hizo siete viajes a las Indias Occidentales, en algunos de los cuales fue capitán del barco. Pasó un tiempo en Inglaterra, donde aprendió opiniones liberales. Crétet se instaló luego en París en la firma comercial de un tío. Heredó el negocio de su tío. Poco antes de la Revolución Francesa (1789-1799) se había convertido en director de una compañía de seguros contra incendios.

## Primera República
Crétet desaprobó los excesos del Terror. Se mudó a Dijon, donde se convirtió en comerciante. Compró algunos de los activos nacionales que vendió el gobierno revolucionario. El 4 de mayo de 1791 compró la cartuja de Champmol en el departamento de Côte-d'Or, fundada en 1384 y lugar de enterramiento de los Valois Duques de Borgoña. Destruyó la iglesia del antiguo monasterio y la mayoría de los edificios, aunque conservó algunos para su propio uso o para decorar el jardín. Al año siguiente, las tumbas y los ataúdes de los duques fueron transportados a Saint-Bénigne. También se volvió a reconstruir el altar y algunos trabajos en madera de la iglesia.
Crétet entró en la política en 1795. Fue elegido para representar a Côte-d'Or en el Consejo de Ancianos, la Cámara Alta del Directorio Francés, tomando su cargo a principios de brumario, año IV. Allí inició una carrera política dedicada a la administración económica y financiera.

## Consulado

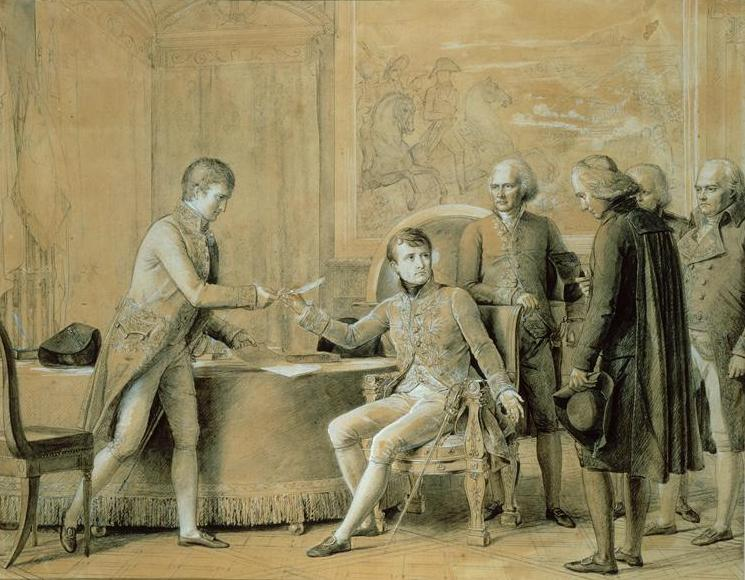
Firma del Concordato el 15 de julio de 1801. De izquierda a derecha: Joseph Bonaparte, Napoleon, Portalis, Cardinal Giuseppe Spina, d'Hauterive y Cretet.

Crétet apoyó el golpe de Estado del 18 de brumario (9 de noviembre de 1799) en el que Napoleón llegó al poder como Primer Cónsul. El 4 de Nivôse del año VIII fue designado tanto para el Senado como para el Consejo de Estado. Fue nombrado Consejero de Estado encargado de puentes y carreteras. Estaba dispuesto a apoyar nuevas técnicas de construcción, como los puentes de hierro en París. Realizó varios proyectos de canales, de los cuales el canal de San Quintín fue el primero.
Crétet fue uno de los negociadores más activos del Concordato que restableció la religión católica en Francia. Fue uno de los signatarios del Concordato del 15 de julio de 1801 que tenía como objetivo lograr la paz con la Iglesia.
El 11 de Thermidor del Año X Crétet emitió un informe sobre un banco central de Francia. Dijo que debía ser independiente del gobierno, libre en la forma en que usa su capital y crédito. Si el gobierno interfiriera, el banco nunca demostraría su estabilidad y estaría destinado a quebrar.

## Imperio
Crétet formó parte de los comités encargados de redactar los estatutos del banco central y fue nombrado primer gobernador del Banco de Francia por decreto imperial el 25 de abril de 1806. El 9 de agosto de 1807 dejó el banco para convertirse en ministro del Interior. Gastó generosamente en monumentos y fomentó el comercio, la fabricación, el aprendizaje y las artes. Hizo construir la Bolsa de Valores de París y el Granero, que fue incendiado por la Comuna de París en 1871. Crétet fue nombrado Comendador de la Legión de Honor. Napoleón lo nombró conde de Champmol el 26 de abril de 1808.
Crétet dimitió por enfermedad el 1 de octubre de 1809 y fue sustituido por Joseph Fouché. Murió el 28 de noviembre de 1809, a la edad de 62 años. El emperador decretó que debía recibir grandes honores en su funeral. Fue enterrado en el Panteón de París.